# 卫慧

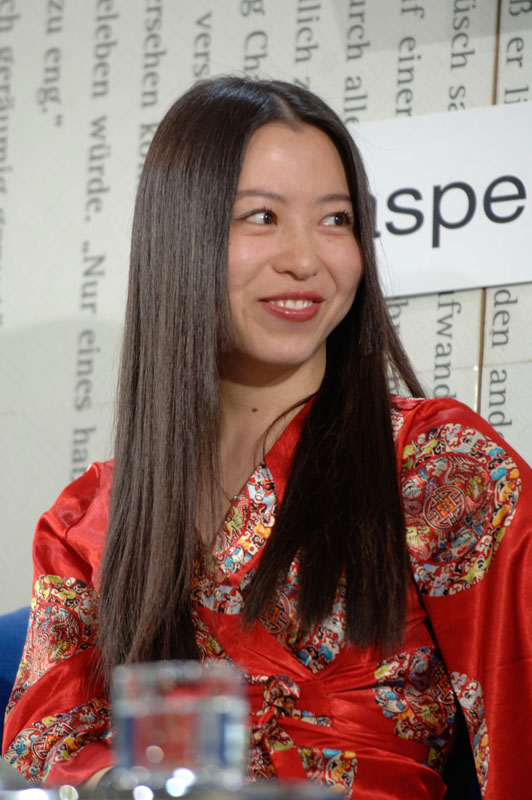
摄于2005年

周卫慧（1973年1月4日—），笔名卫慧，是中国当代“晚生代”代表作家，浙江余姚人。现居纽约和上海。

## 简介
1973年1月4日，生于浙江省余姚，儿童少年时期在普陀山等地度过。1990年，南昌陆军学院军训一年。1995年，毕业于上海复旦大学中文系。曾为记者，编辑，电台主持人等。2001年前往美國後來2007年又回到中國，其曾結婚，後來離異，有子女，後來又成為一名心灵工作者。

## 作品
作品曾被翻译成31种文字出版。
- 《蝴蝶的尖叫》
- 《艾夏》
- 《黑夜温柔》
- 《纸戒指》
- 《陌生人说话》
- 《像卫慧那样疯狂》
- 《水中的处女》
- 《欲望手枪》
- 《上海宝贝》（1999年）（被禁）
- 《我的禅》（2005年）
- 《狗爸爸》（2007年）